# Jewgienij Zamiatin
Jewgienij Iwanowicz Zamiatin (ros. Евгений Иванович Замятин; ur. 20 stycznia?/1 lutego 1884 w Lebiedianie, zm. 10 marca 1937 w Paryżu) – rosyjski pisarz science fiction, polityczny satyryk, krytyk i publicysta. Autor antyutopijnej powieści My, pierwowzoru Nowego, wspaniałego świata Huxleya i Roku 1984 Orwella.

## Życiorys
Urodził się w rodzinie prawosławnego księdza i nauczyciela, i pianistki. Prawdopodobnie urodził się z synestezją, ponieważ literom i dźwiękom przypisywał doznania innych zmysłów.
W latach 1893–1896 uczęszczał do gimnazjum w Lebiedianie, a potem do gimnazjum w Woroneżu, które ukończył w 1902 z najwyższymi ocenami. Przeniósł się do Petersburga, gdzie rozpoczął studia w nowo powstałym Instytucie Politechnicznym im. Piotra Wielkiego, na kierunku budowa okrętów. Studiował tam w latach 1902–1908. W tym czasie, w 1906 roku, stał się członkiem partii bolszewickiej oraz brał czynny udział w spotkaniach studentów na rzecz rewolucji, gdzie poznał swoją przyszłą żonę – Ludmiłę Nikołajewną Usową (1883–1965).
Latem 1905 roku był świadkiem powstania na pancerniku Potiomkin – jednym z symboli rewolucji 1905 roku w Rosji, podczas podróży powrotnej z Egiptu przez Odessę. W 1906 roku został po raz pierwszy aresztowany w Petersburgu i za nielegalne zameldowanie wydalony do Lebiedianu. Potajemnie powrócił w okolice miasta i zamieszkał niedaleko, na terenie administracyjnie należącym już do Wielkiego Księstwa Finlandii (które było wtedy częścią Imperium Rosyjskiego), by ukończyć studia.
W 1908 roku opuścił partię bolszewików. W tym samym roku zadebiutował opowiadaniem Odin (ros. Один). W 1910 roku rozpoczął swoją karierę jako wykładowca i inżynier budowy okrętów. Również w tym roku ukończył kolejne opowiadanie – Diewuszka (ros. Девушка).
W 1911 roku po raz drugi został wydalony z Petersburga za nielegalne zameldowanie – tym razem został zesłany do Łachty (obecnie jest to część Petersburga w okręgu Łachta-Olgino). W tym okresie powstają pierwsze nowele Zamiatina – Ujezdnoje (Уездное) i Na kuliczkach (На куличках), które przysporzyły mu sławę wśród znawców i krytyków literatury, a także innych pisarzy, m.in. Maksima Gorkiego.
W 1914 roku, już w trakcie I wojny światowej, występował z międzynarodowymi antywojennymi odczytami, za co był sądzony i zesłany do Kiemu. W marcu 1916 roku, po odbyciu kary, został oddelegowany do Anglii w celu uczestnictwa w budowie rosyjskich lodołamaczy w stoczniach w Newcastle upon Tyne, Glasgow i Sunderlandzie; dodatkowo przebywał też w Londynie. Był jednym z głównych konstruktorów lodołamacza Święty Aleksandr Newski, przemianowany po rewolucji październikowej na Lenin. Pobyt w tym kraju mocno wpłynął na kształt jego przyszłej powieści My i niektóre utwory o charakterze satyrycznym.
Powrócił do Rosji we wrześniu 1917 roku. W trakcie wojny domowej, pozostając uprzedzonym socjalistą, Zamiatin zaczął krytykować politykę bolszewików, w szczególności narastającą cenzurę literatury, poprzez satyrę polityczną wymierzoną w nich. W marcu 1919 roku, wraz z innymi działaczami na rzecz sztuki, m.in. Aleksandrem Błokiem, Aleksiejem Remizowem, Razumnikiem Iwanowem-Razumnikiem i Kuźmą Pietrowem-Wodkinem, został aresztowany w czasie prowokacji robotników-członków partii socjalistyczno-rewolucyjnych w fabrykach w Piotrogrodzie.
W 1921 roku założył i kierował grupą młodych pisarzy – Bracia Serafiońscy. Członkami tej grupy byli m.in. Michaił Zoszczenko, Konstantin Fiedin, Wsiewołod Iwanow, Wieniamin Kawierin i Nikołaj Tichonow. Oprócz tego redagował gazety, wykładał sztukę pisania i edytował tłumaczenia na rosyjski utwory anglojęzycznych pisarzy, m.in. Jacka Londona, O. Henry’ego, Herberta George’a Wellsa.

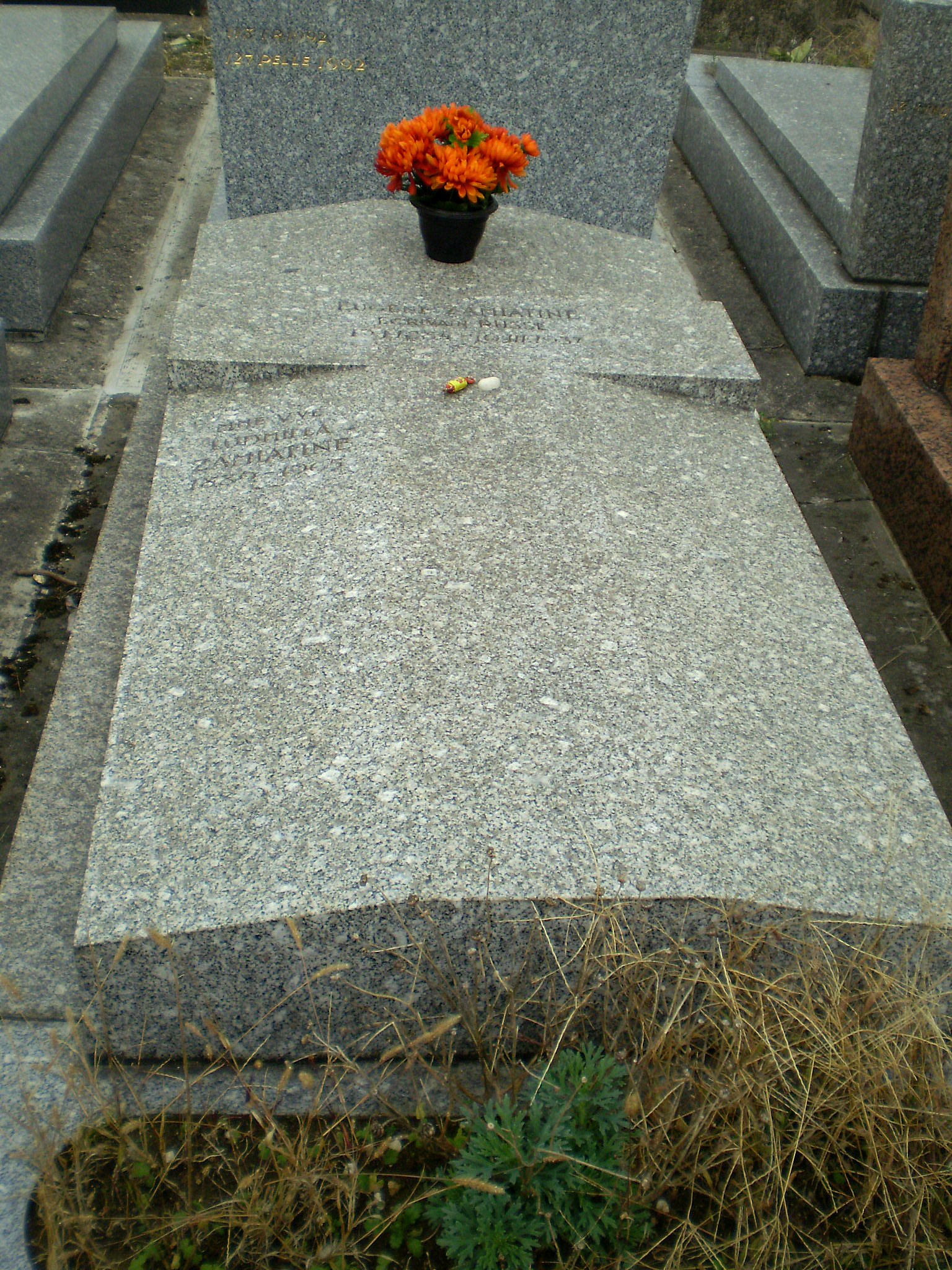
Nagrobek Jewgenija Zamiatina i jego żony Ludmiły w Cimetière de Thiais w Paryżu

Nagonka na pisarza rozpoczęła się w latach dwudziestych wraz z powstaniem powieści My. W 1923 roku przeszmuglowano manuskrypt powieści do wydawnictwa E. P. Dutton w Nowym Jorku, przetłumaczono na język angielski i wydano nakładem wydawnictwa w 1924 roku. W 1927 roku przeszmuglowano oryginalną wersję tekstu w języku rosyjskim do Marka Slonima – edytora tamizdatu, który wydał utwór w Pradze. Kopie tej wersji były nielegalnie wwożone na teren ZSRR i rozpowszechniane przez samizdaty. Utwór nie przypadł do gustu władzom bolszewickim ze względu na sławę oraz satyryczny wydźwięk skierowany w politykę radziecką – z tego powodu Zamiatin dostał zakaz publikacji na terenie ZSRR i został wyrzucony ze Związku Pisarzy ZSRR (w 1934 roku został ponownie przyjęty do Związku Pisarzy ZSRR na rozkaz Józefa Stalina).
W 1931 w liście do Stalina zwrócił się z prośbą o zezwolenie na emigrację. Na początku następnego roku wyjechał do Francji i zamieszkał w Paryżu.
W 1935 roku, już jako emigrant, brał udział w antyfaszystowskim kongresie pisarzy w obronie kultury jako członek sowieckiej delegacji. Kontynuował karierę pisarską, zaczął pisać scenariusze do filmów wraz z Jacques’em Companeezem.
Zmarł na zawał serca 10 marca 1937 w Paryżu. Pochowany jest w Cimetière de Thiais (cmentarz w Thiais) w 21 dywizji, linia 5, mogiła 36.

## Wybrana twórczość[3]
| - 1920 – My (ros. Мы) – w Polsce wydana po raz pierwszy w 1989 przez Wydawnictwo Alfa, Warszawa - 1935 – Bicz Boży (ros. Бич Божий) – powieść niedokończona - 1912 – Ujezdnoje (ros. Уездное) - 1913 – Na kuliczkach (ros. На куличках) - 1914 – Ałatyr' (ros. Алатырь) - 1917 – Wyspiarze (ros. Островитяне) - 1918 – Siewier (ros. Север) - 1921 – Łowca ludzi (ros. Ловец человеков) - 1908 – Odin (ros. Один) - 1911 – Diewuszka (ros. Девушка) - 1913: - Tri dnia (ros. Три дня) - Łono (ros. Чрево) - 1914: - Studienczeskij synok (ros. Студенческий сынок) - Prawda istinnaja (ros. Правда истинная) - 1915 – Kriaży (ros. Кряжи) - 1916: - Afrika (ros. Африка) - O swiatom griechie Zienicy-diewy (ros. О святом грехе Зеницы-девы) - Muczenica nauki (ros. Мученица науки) - Pis’mienno (ros. Письменно) - 1914-1917 – Bajki (ros. Сказки). Zbiór opowiadań. Zawiera: - Bog (ros. Бог) - Piotr Pietrowicz (ros. Петр Петрович) - Djaczok (ros. Дьячок) - Angieł Dormidon (ros. Ангел Дормидон) - Elektriczestwo (ros. Электричество) - Kartinki (ros. Картинки) - Drian'-malcziszka (ros. Дрянь-мальчишка) - Chieruwimy (ros. Херувимы) - 1917 – Oczy (ros. Глаза) - 1918 – Drakon (ros. Дракон) - 1917-1920 – Bolszym dietiam skazki (ros. ''Большим детям сказки). Zbiór opowiadań. Zawiera: - Iwany (ros. Иваны) - Chriapało (ros. Хряпало) - Arapy (ros. Арапы) - Chałdiej (ros. Халдей) - Cerkiew Boża (ros. Церковь божия) - Biaka i Kaka (ros. Бяка и Кака) - Czetwierg (ros. Четверг) - Ogniennoje A (ros. Огненное А) - Pierwaja skazka pro Fitu (ros. Первая сказка про Фиту) - Wtoraja skazka pro Fitu (ros. Вторая сказка про Фиту) - Trietja skazka pro Fitu'' (ros. Третья сказка про Фиту) - Posledniaja skazka pro Fitu'' (ros. Последняя сказка про Фиту) | - 1920: - Mamaj (ros. Мамай) - Jaskinia (ros. Пещера) - O błażennom starce Pamwie Nieriestie... (ros. О блаженном старце Памве Нересте…) - 1921 – Ja bojus' (ros. Я боюсь) - 1923: - Ruś (ros. Русь) - To, co najważniejsze (ros. Рассказ о самом главном) - 1924: - Widienije (ros. Видение) - Burimie (ros. Буриме) - O czudie, proisszedszem w Piepielnuju Sriedu... (ros. О чуде, происшедшем в Пепельную Среду…) - Kratkaja istorija litieratury ot osnowanija i do ciego dnia (ros. Краткая история литературы от основания и до сего дня) - 1925: - Obszczestwo Poczetnych Zwonariej (ros. Общество Почетных Звонарей) - Diesiatiminutnaja drama (ros. Десятиминутная драма) - 1926 – Iks (ros. Икс) - 1927 – Głos ma towarzysz Czurygin (ros. Слово предоставляется товарищу Чурыгину) - 1928 – Jola (ros. Ёла) - 1929: - Powódź (ros. Наводнение) - Muczeniki nauki (ros. Мученики науки) - Epitafii 1929 goda (ros. Эпитафии 1929 года) - 1934 – Czasy (ros. Часы) - 1935: - Lew (ros. Лев) - Wstriecza (ros. Встреча) - 1922 – Ognie świętego Dominika (ros. Огни святого Доминика) - 1925 – Obszczestwo Poczetnych Zwonariej (ros. Общество Почетных Звонарей) - 1926 – Pchła (ros. Блоха) – dramat na podstawie opowiadania Pchła Nikołaja Leskowa - 1936 – Na dnie (ros. На дне) – scenariusz na podstawie dramatu Na dnie (ros. На дне) Maksima Gorkiego do filmu wyreżyserowanego przez Jeana Renoira |  |